# Mimeresia mondo
Mimeresia mondo är en fjärilsart som beskrevs av Holland 1890. Mimeresia mondo ingår i släktet Mimeresia och familjen juvelvingar. Inga underarter finns listade i Catalogue of Life.